# 达布定理
在实分析中，达布定理（英語：Darboux's theorem）得名于让·加斯东·达布。达布定理说明所有实函数的导数都具有介值性质：实导函数对任意区间的值域仍是区间。即，若{\displaystyle f}为可导函数，则对任意区间{\displaystyle I}，{\displaystyle f'(I)} 仍为区间。
当函数 {\displaystyle f} 是一阶连续可导函数时，由介值定理，达布定理显然成立。当导函数 {\displaystyle f'} 不连续时，达布定理说明 {\displaystyle f'} 仍具有介值性质。

## 内容
设{\displaystyle f\colon [a,b]\to \mathbb {R} }为闭区间{\displaystyle [a,b]}上的可导实函数，那么对介于{\displaystyle f'(a)}和{\displaystyle f'(b)}之间的任意{\displaystyle y}，存在{\displaystyle x\in [a,b]}使得{\displaystyle f'(x)=y}。

## 证明
不失一般性，可假设{\displaystyle f\,'_{+}(a)>y>f\,'_{-}(b)}。又设{\displaystyle g(x):=f(x)-tx}，则 {\displaystyle g'_{+}(a)>0>g'_{-}(b)}。只需找到{\displaystyle g'}在{\displaystyle [a,b]}上的一个零点即可。
由于{\displaystyle g}是{\displaystyle [a,b]}上的连续函数，由極值定理，{\displaystyle g}在{\displaystyle [a,b]}上达到极大值。由于{\displaystyle g'_{+}(a)>0}，极大值不在{\displaystyle a}处取到。同理，由于{\displaystyle g'_{-}(b)<0}，极大值也不在b处取到。设{\displaystyle x}为取到极大值的点，这时，{\displaystyle g\,'(x)=0}。于是定理得证。

## 历史
19世纪时，大部分数学家认为介值定理已经可以刻畫出连续函数。但在1875年，让·加斯东·达布证明这个想法是错误的，因为连续函数的导函数仍然具有介值性质，但不一定是连续函数。一个很常用的反例是拓扑学家正弦曲线函数：
{\displaystyle x\mapsto {\begin{cases}\sin(1/x)&x\neq 0{\text{时 }},\\0&x=0{\text{时 }}.\end{cases}}}
其导数在{\displaystyle x=0}处并不连续。